# Sandokan malayanus
Espèce
Synonymes
- Oncopus malayanus Schwendinger & Martens, 2004

Sandokan malayanus est une espèce d'opilions laniatores de la famille des Sandokanidae.

## Distribution
Cette espèce est endémique de Malaisie. Elle se rencontre au Perak, au Pahang et au Selangor.

## Description
Le mâle holotype mesure 7,50 mm et la femelle paratype 6,79 mm, les mâles mesurent de 6,88 à 8,55 mm et les femelles de 5,90 à 9,10 mm.

## Systématique et taxinomie
Cette espèce a été décrite sous le protonyme Oncopus malayanus par Schwendinger et Martens en 2004. Le nom Oncopus Thorell, 1876 étant préoccupé par Oncopus Herrich-Schaeffer, 1855, il est remplacé par Sandokan par Özdikmen et Kury en 2007.

## Étymologie
Son nom d'espèce lui a été donné en référence au lieu de sa découverte, la Malaisie.

## Publication originale
- Schwendinger & Martens, 2004 : « A taxonomic revision of the family Oncopodidae IV. The genus Oncopus Thorell (Opiliones, Laniatores). » Revue Suisse de Zoologie, vol. 111, no 1, p. 139–174 (texte intégral).